# 2889 Brno
2889 Brno (tiếng Séc: [ˈbr̩no]) là một tiểu hành tinh vành đai chính, được nhà thiên văn học Antonín Mrkos người Cộng hòa Séc phát hiện vào năm 1981. Nó được đặt theo tên của thành phố Brno.